# سلطان‌آباد (رزن)
سلطان آباد
سلطان‌آباد، روستایی از توابع بخش سردرود شهرستان رزن در استان همدان ایران است.
این یک اشتباه عامیانه می‌باشد که این روستا را کهنه‌صادق می‌نامند (هرچند که به این نام نیز مشهور است) و از زمان شکل گیری به همان نام سلطان‌آباد بوده‌است. یکبار در سال ۱۳۵۴ بخاطر بارانهای تابستانی وجاری شدن سیل چندین خانه تخریب و آسیب دیدگان برای مدت دو تا سه ماه چادر نشین بوده‌اند و یک بار در تابستان سال ۱۳۸۱ در نتیجه زلزله حدود هشتاد درصد بناهای قدیمی آسیب دیده و تخریب شده‌است. در حال حاضر این روستا با گذشت چند صد سال از زمان شکل گیری دارای بافت تقریبا به روز و امکاناتی از قبیل گاز، برق، تلفن، آب لوله‌کشی و کوچه‌های اسفالت و پهن می‌باشد.
شغل مردم روستا کشاورزی و دامداری است.اکثرمردم بعداز خشکسالی که وارد ایران شد به دلیل نبود درآمد به تهران و اطراف کوچ کردن که عمده آنها در صباشهر شهریار ساکن هستند 
این روستا با وجود وسعت کم قطب تولید رازیانه در خاورمیانه می‌باشد. وبا اینکه جزو مناطق محروم میباشد بسیار مردم فرهیخته باسواد و نخبه پرور دارد.روستای سلطان آباد قطب تولیدرازیانه در ایران می‌باشد که به دلیل استفاده بی رویه آب دراین روستا کشاورزی درحال ازبین رفتن است.هنرستان کشاورزی امام موسی نیز که دراین روستاقرارداردبدلیل بی لیاقتی مسئولین درحال نابودی می‌باشد.سلطان آباد دیار خوبان و افتخارآفرینانی همچون سرتیپ عقیقی مهندس غفاری و شهدای گرانقدر می‌باشد.ارادتمند شما رسول سالک ستایش 

## جمعیت
این روستا در دهستان سردرودسفلی قرار دارد و براساس سرشماری مرکز آمار ایران در سال۱۴۰۱، جمعیت آن ۳۹۰۰ نفر (۷۸۰خانوار) بوده‌است.